# Mistrzostwa Świata w Pływaniu na krótkim basenie 2016 – 4 × 50 m stylem zmiennym kobiet
4 × 50 m stylem zmiennym kobiet – jedna z konkurencji, które odbyły się podczas Mistrzostw Świata w Pływaniu na krótkim basenie 2016. Eliminacje i finał miały miejsce 7 grudnia.
Mistrzyniami świata zostały Amerykanki. Sztafeta w składzie: Alexandra DeLoof, Lilly King, Kelsi Worrell i Katrina Konopka ustanowiła w finale rekord świata (1:43,27). Srebrny medal zdobyły reprezentantki Włoch (1:45,38). Dunki, które dwa lata wcześniej były na najwyższym stopniu podium, tym razem wywalczyły brąz (1:45,98).

## Rekordy
Przed zawodami rekordy świata i mistrzostw wyglądały następująco:
| Rekord                   | Reprezentacja                                                                                                   | Czas    | Miejsce | Data           |
| ------------------------ | --- | ------- | ------- | -------------- |
| Rekord świata            | Dania · Mie Nielsen (26,39) · Rikke Møller Pedersen (29,56) · Jeanette Ottesen (24,09) · Pernille Blume (24,00) | 1:44,04 | Doha    | 5 grudnia 2014 |
| Rekord mistrzostw świata | Dania · Mie Nielsen (26,39) · Rikke Møller Pedersen (29,56) · Jeanette Ottesen (24,09) · Pernille Blume (24,00) | 1:44,04 | Doha    | 5 grudnia 2014 |

W trakcie zawodów ustanowiono następujące rekordy:
| Data      | Etap konkurencji | Reprezentacja | Czas    | Rekord |
| --------- | ---------------- | --- | ------- | ------ |
| 7 grudnia | finał            | Stany Zjednoczone · Alexandra DeLoof (26,12) · Lilly King (28,78) · Kelsi Worrell (24,44) · Katrina Konopka (23,93) | 1:43,27 | , CR   |

## Wyniki

### Eliminacje
Eliminacje rozpoczęły się o 09:30 czasu lokalnego.
| Miejsce | Wyścig | Tor | Państwo           | Zawodniczka | Czas      | Uwagi |
| ------- | ------ | --- | ----------------- | --- | --------- | ----- |
| 1.      | 1      | 1   | Kanada            | Kylie Masse (26,67) Kelsey Wog (29,88) Penny Oleksiak (25,42) Michelle Williams (23,52)                            | 1:45,49   | Q     |
| 2.      | 2      | 2   | Stany Zjednoczone | Alexandra DeLoof (26,57) Molly Hannis (29,48) Sarah Gibson (25,63) Katrina Konopka (23,99)                         | 1:45,67   | Q     |
| 3.      | 2      | 3   | Dania             | Mie Nielsen (26,93) Matilde Schroder (31,03) Emilie Beckmann (25,26) Jeanette Ottesen (23,83)                      | 1:47,05   | Q     |
| 4.      | 1      | 6   | Włochy            | Silvia Scalia (27,13) Martina Carraro (30,30) Silvia Di Pietro (25,16) Aglaia Pezzato (24,51)                      | 1:47,10   | Q     |
| 5.      | 2      | 4   | Rosja             | Marija Kamieniewa (26,87) Walentina Artiemjewa (30,45) Swietłana Czimrowa (25,94) Rozalija Nasrietdinowa (24,02)   | 1:47,28   | Q     |
| 6.      | 1      | 3   | Japonia           | Emi Moronuki (26,96) Miho Teramura (29,88) Asuka Kobayashi (26,01) Sayuki Ouchi (24,84)                            | 1:47,69   | Q     |
| 7.      | 2      | 7   | Chiny             | Liu Xiang (27,29) Shi Jinglin (30,56) Lu Ying (26,04) Zhu Menghui (24,28)                                          | 1:48,17   | Q     |
| 8.      | 3      | 5   | Australia         | Minna Atherton (27,06) Jessica Hansen (30,15) Jemma Schlicht (26,44) Carla Buchanan (24,80)                        | 1:48,45   | Q     |
| 9.      | 1      | 2   | Francja           | Mathilde Cini (27,89) Solene Gallego (30,91) Mélanie Henique (25,56) Anna Santamans (24,15)                        | 1:48,51   |       |
| 10.     | 3      | 4   | Czechy            | Simona Baumrtová (27,15) Petra Chocová (30,74) Lucie Svěcená (25,98) Barbora Seemanová (24,94)                     | 1:48,81   |       |
| 11.     | 3      | 3   | Szwecja           | Hanna Rosvall (27,79) Sophie Hansson (30,29) Sara Junevik (25,58) Ida Lindborg (25,19)                             | 1:48,85   |       |
| 12.     | 2      | 6   | Finlandia         | Fanny Teijonsalo (28,01) Jenna Laukkanen (29,77) Emilia Bottas (26,70) Hanna-Maria Seppälä (24,57)                 | 1:49,05   |       |
| 13.     | 1      | 7   | Austria           | Caroline Pilhatsch (27,67) Christina Nothdurfter (30,53) Lena Kreundl (26,42) Birgit Koschischek (24,70)           | 1:49,32   |       |
| 14.     | 3      | 7   | Islandia          | Eygló Gústafsdóttir (27,40) Hrafnhildur Lúthersdóttir (30,04) Bryndis Hansen (26,01) Johanna Gustafsdottir (25,96) | 1:49,41   |       |
| 15.     | 2      | 5   | Hongkong          | Wong Toto Kwan To (28,44) Yeung Jamie Zhen Mei (31,01) Chan Kin Lok (26,92) Sze Hang Yu (25,08)                    | 1:51,45   |       |
| 16.     | 2      | 1   | Południowa Afryka | Mariella Venter (27,95) Kaylene Corbett (31,93) Tayla Lovemore (26,18) Gabi Grobler (26,15)                        | 1:52,21   |       |
| 17.     | 3      | 2   | Słowacja          | Karolina Hajkova (28,74) Andrea Podmaníková (30,63) Barbora Mišendová (26,85) Karin Tomeckova (26,00)              | 1:52,22   |       |
| 18.     | 1      | 5   | Singapur          | Hoong En Qi (30,00) Roanne Ho (32,07) Marina Chan (27,09) Amanda Lim (26,09)                                       | 1:55,25   |       |
| 19.     | 3      | 1   | Makau             | Tan Chi Yan (31,42) Lei On Kei (33,46) Kuan I Cheng (29,75) Long Chi Wai (26,68)                                   | 2:01,31   |       |
| 20.     | 1      | 4   | Paragwaj          | Maria Arrua (30,47) Sophia Ortiz (35,90) Nicole Rautemberg (28,40) Karen Riveros (26,78)                           | 2:01,55   |       |
| 21. !   | 3      | 6   | Wenezuela         | | 9:99,99 ! | DNS   |

### Finał
Finał odbył się o 18:30 czasu lokalnego.
| Miejsce | Tor | Państwo           | Zawodniczka                                                                                                | Czas    | Uwagi |
| ------- | --- | ----------------- | --- | ------- | ----- |
| 1. !    | 5   | Stany Zjednoczone | Alexandra DeLoof (26,12) Lilly King (28,78) Kelsi Worrell (24,44) Katrina Konopka (23,93)                  | 1:43,27 | , CR  |
| 2. !    | 6   | Włochy            | Silvia Scalia (26,96) Martina Carraro (30,12) Silvia Di Pietro (24,88) Erika Ferraioli (23,42)             | 1:45,38 |       |
| 3. !    | 3   | Dania             | Mie Nielsen (26,71) Matilde Schroder (30,67) Emilie Beckmann (24,96) Jeanette Ottesen (23,64)              | 1:45,98 |       |
| 4.      | 4   | Kanada            | Kylie Masse (26,49) Kelsey Wog (30,14) Penny Oleksiak (25,57) Michelle Williams (23,80)                    | 1:46,00 |       |
| 5.      | 8   | Australia         | Emily Seebohm (26,37) Jessica Hansen (29,78) Brittany Elmslie (25,97) Carla Buchanan (24,15)               | 1:46,27 |       |
| 6.      | 2   | Rosja             | Marija Kamieniewa (26,66) Natalja Iwaniewa (29,77) Rozalija Nasrietdinowa (25,82) Wieronika Popowa (24,36) | 1:46,61 |       |
| 7.      | 7   | Japonia           | Emi Moronuki (26,96) Miho Teramura (30,02) Asuka Kobayashi (26,07) Sayuki Ouchi (24,85)                    | 1:47,90 |       |
| 8.      | 1   | Chiny             | Liu Xiang (27,04) Shi Jinglin (30,85) Lu Ying (25,72) Zhu Menghui (24,54)                                  | 1:48,15 |       |